# Dialecto de Niemodlin

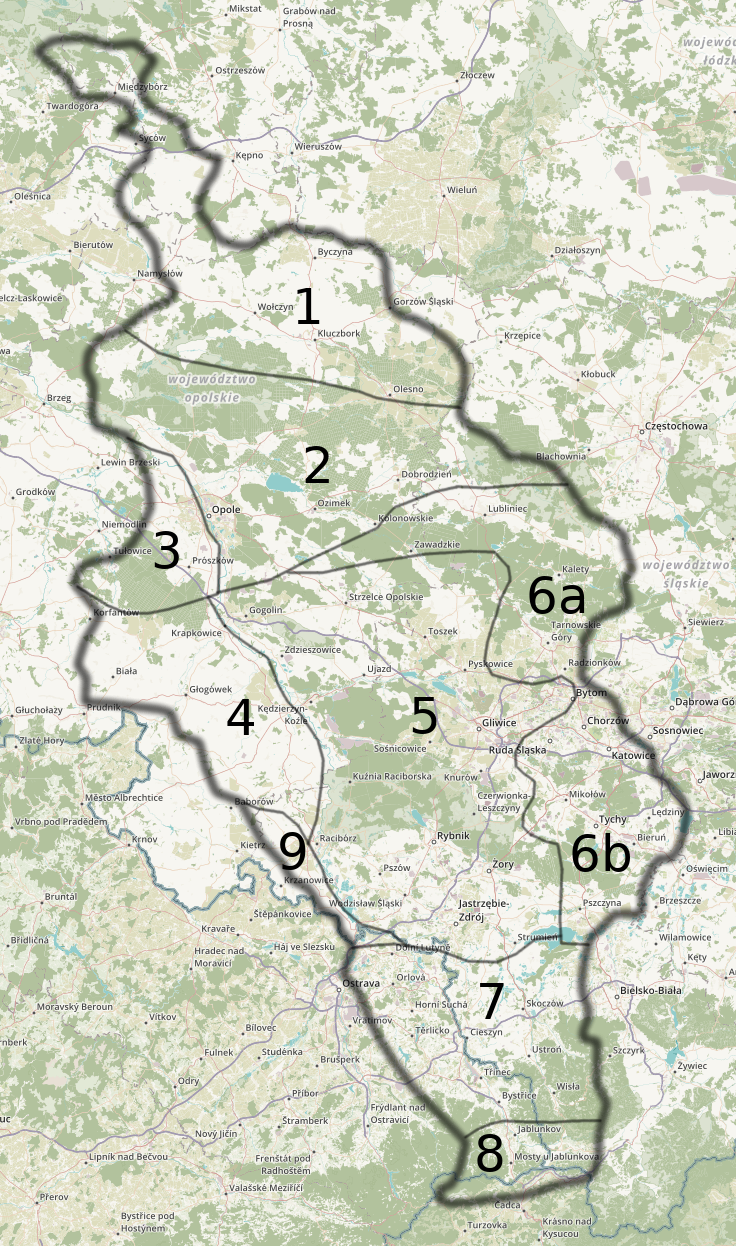
Dialecto de Niemodlin (3) entre otros dialectos del idioma silesio

El dialecto Niemodlin del idioma silesio (sil. ńymodliński djalekt, pronunciación: [ ɲɨmɔd'liɲski 'dʲalεkt]) es una variante del idioma silesio que se usa en los alrededores de la ciudad de Niemodlin (Polonia), que cuenta con 13.831 habitantes.

## Características
Es ligeramente diferente del silesio general, porque tiene algunos rasgos fonéticos como sypjelyńy que quiere decir que las consonantes cz sz ż dż se leen igualmente como c s z dz (IPA: /ʦ/, /s/, /z/, /ʣ/). En la fonología del dialecto de Niemodlin de vez en cuando aparece la vocal nasal y (que se lee como /ɨ̃/).
Está estrechamente relacionado con el dialecto de Prudnik.

## Ejemplo del dialecto Niemodlin
Jak my byli chopcy, to my śli tys cansto na grziby. Noubarzi my śe radowali, jak my nouwjancyj prawikůw a růtkopůw nazbjyrali, bo te bůły bardzo twardy do krouńou. Prawiki a růtkopy – z wjanksza rosnům we brzuskach. Śińouki a kurzůntka – te z wjanksza rosnům zajś we śwjyrckach. Majślouki tys sům dobry, yno te żoudyn ńe chćoł zajś roud uodźyrać, bo te musům zajś być uodźyrany, a bardzo śe lepjům po palcach. Bźůny – te rosnům zajś na ślagach, na tych uodźymkach uod strumůw. I poram muchorůutkůw my tys przinůjśli, co na muchy jadźić.